# Vasárnapi Hírek
A Vasárnapi Hírek (rövidítve: VH) vasárnaponként megjelenő magyarországi hetilap volt 1985-től 2018. decemberig. Közvetlen előde az 1957-től 1985-ig hétfőnként megjelent Hétfői Hírek volt.

## Története
Magyarországon 1985-ig a kézbesítés és a napilapszerkesztés sajátosságai miatt hétfőnként nem jelent meg napilap (a vasárnap a napilapos újságírók szabadnapja volt). 1985-ben a lakosság életmódbeli változásához igazodva módosultak a kézbesítési szabályok, ezért az összes napilap vasárnap helyett hétfőn jelent meg, míg a Hétfői Hírek című lapot már nem hétfőn, hanem vasárnap adták ki, ezért nevét is megváltoztatták Vasárnapi Hírekre. A lap első száma 1985. január 5-én jelent meg.
A Vasárnapi Hírek különleges szerepet töltött be a Kádár-rendszer sajtópalettáján, mivel ténylegesen hetenként megjelenő napilap volt. Egyrészt azon az egy napon jelent meg, amikor a többi napilap nem, tehát az előző nap híreiről, eseményeiről kellett tájékoztatni az olvasókat, másrészt hetente csak egyszer jelent meg, tehát voltaképpen hetilapról volt szó. A lap ugyanolyan rovatstruktúrával rendelkezett, mint a napilapok általában: külföldi és belföldi hírek, kultúra, sport. 1985-től a lap külső megjelenésén is változtattak, a Hétfői Hírek korábbi 8 oldala helyett 12 oldalon jelent meg a lap - igaz, valamivel kisebb méretben, ezért a tartalmi bővülés csak 23 százalékos volt. Ez a terjedelmi bővülés leginkább a külföldi és kulturális rovatok növelésével járt. Ugyanakkor hetilapként a magazinosabb jelleg is erősödött: a pihenőnaphoz, ráérősebb olvasáshoz igazodva tárcát, szórakoztató rovatokat, rejtvényt, sakkfeladványt és más hasonlót is közölt. Sajátossága volt a lapnak, hogy az előfizetők lakására a posta csak hétfőn kézbesítette, ezért aki nem utcán vásárolta meg, az egy nappal később jutott hozzá. Vasárnap csak a hétvégén is nyitva tartó standokon lehetett kapni a lapot: vasútállomásokon, buszpályaudvarokon, forgalmas csomópontokon stb.
1988-ban Berecz János támogatásával megalakult egy új, független lap, a Reform, melynek szerkesztőségét jórészt a Vasárnapi Hírek laptól távozó újságírók adták. 1990-ben az MSZMP utódpártjának elszámoltatása még véget sem ért, a lap már új tulajdonos, egy korlátolt felelősségű társaság kezébe került, ami ellenzéki tiltakozást váltott ki, a tranzakciót 1991-ben a Legfőbb Ügyészség is vizsgálta. A hetilap példányszáma ekkor 300 ezer volt. A rendszerváltást követően a központi sajtóirányítás megszűntével már a lapok saját maguk dönthették el, mikor jelennek meg. A bulvárlapok ki is használták a piaci résnek mutatkozó vasárnapi megjelenést, a Blikknek és a Mai Napnak is volt hétvégi kiadása. A Vasárnapi Hírek példányszáma részben ezért, részben az olvasási szokások változása és később az internet terjedése miatt csökkenésnek indult.
A Vasárnapi Hírek több más lappal együtt 1994-ben lett a Fenyő János tulajdonában lévő VICO-médiabirodalom része ám a vállalkozó még halála előtt úgy tervezte, hogy lapportfólióját eladja, ezért 1996-ban egy, a Saint Vincent és a Grenadine-szigeteken bejegyzett vállalat, az EKH Egyesült Kiadói Holding Kft.-be csoportosította a kiadói jogokat. Fenyőt 1998-ban meggyilkolták, médiabirodalmát eladták, a Vasárnapi Hírek 1999-ben a VNU Budapest Lapkiadó Rt.-hez került (szintén más lapokkal együtt).
2001-ben a VNU eladta magyarországi érdekeltségeit - így a Vasárnapi Híreket is - a Sanoma Budapest Zrt.-nek, mely azonban a portfóliójától idegennek ítélte a VH-t, és még abban az évben továbbadta a kiadói jogokat a szerkesztőség tagjai által alakított VH Kiadó Kft.-nek. 2002-ben egyébként a lap példányszáma 60 ezer volt.
2010-ben a lap átkerült a Geomédia kiadóhoz, ugyanekkor Gál J. Zoltán, Medgyessy Péter volt szóvivője és kommunikációs főnöke került a szerkesztőség élére. Gál J. később azt a feladatot kapta, hogy a Vasárnapi Hírek és a Népszava szerkesztőségeinek integrációját végrehajtsa. 2016-ban a VH példányszáma 18, a Népszaváé 10 ezer volt. Ekkor mindkét lap a liechtensteini hátterű XXI. század Média Kft.-hez került. Mivel az új tulajdonos politikai motivációi, illetve a mögöttes politikai erők kideríthetetlenek voltak, nem sokkal később Gál J. távozott a laptól, sőt utóda, a 2017 elején kinevezett Kertész Anna is felmondott év végén.

## Beolvadása a Népszavába
A Népszava részéről tájékoztatták a sajtót 2018. november 29-én, hogy  a napilap integrálni fogja saját kiadója másik lapját, a Vasárnapi Híreket.
Puch László, a XXI. század Média Kft. anyavállalatának meghatározó tulajdonosa elmondta a hvg.hu-nak, hogy a tervek szerint a Népszava hírközpontúságát ötvözik a Vasárnapi Hírek elemzőbb és szórakoztatóbb stílusával, így  egy tartalmasabb szombati újság, valamint egy  hétközi kulturális melléklet jön létre. 2018. december 15-én először jelent meg a korábbi Vasárnapi Hírek szerkesztőségétől a Népszava új nyolcoldalas szombati melléklete, a Visszhang.

## Állandó szerzők 2017-ben
- Avar János - publicista
- Bálint Orsolya - kritikus
- Karcagi László - publicista
- Grecsó Krisztián - József Attila-díjas író
- Gerlóczy Márton - író, publicista